# Эйхгорн, Карл Фридрих
Карл Фридрих Эйхгорн (нем. Karl Friedrich Eichhorn; 20 ноября 1781, Йена — 4 июля 1854, Кёльн) — германский юрист и преподаватель, сын Иоганна Готфрида Эйхгорна.

## Биография
Карл Фридрих Эйхгорн родился 20 ноября 1781 года в городе Йене. В 1797 году окончил Гёттингенский университет. В 1805 году стал профессором права Университета Виадрина во Франкфурте-на-Одере, с 1811 года занял кафедру по нему же в Берлинском университете имени Фридриха Вильгельма. В 1813—1814 годах принимал участие в войне за освобождение, служил в кавалерии и по окончании войны был награждён Железным крестом.
В 1817 году ему предложили кафедру права в Гёттингене, на что он согласился, покинув Берлин, и был успешным преподавателем. В 1828 году ушёл в отставку. Его преемник на кафедре права в Берлине умер в 1832 году, после чего он вернулся к преподаванию на этой кафедре, но ушёл в отставку через два года после этого. В 1832 году он также получил назначение в министерство иностранных дел, которое он, наряду с работой во многих государственных комитетах и ведением исследований и написанием сочинений в области права, занимал до своей смерти в Кёльне.
Эйхгорн положил начало научному изучению германского права и вместе с Савиньи являлся основателем германской исторической школы права — именно той её ветви, которая называется школой германистов. Среди его многочисленных учеников был, в частности, Карл Густав Хомайер.
Его классический труд «Deutsche Staats- und Rechtsgeschichte» (4 тома, Геттинген, 1808—1823; 5-е издание, 1843—1845) по широте концепции сохраняло своё значение долгое время. Вместе с Савиньи Эйхгорн основал в 1815 году «Zeitschrift für geschichtliche Rechtswissenschaft», предназначенную для пропаганды идей новой школы. Из других трудов Айхгорна известны «Einleitung in das deutsche Privatrecht mit Einschluss des Lehnrechts» (5-е издание — Геттинген, 1845).
Карл Фридрих Эйхгорн умер 4 июля 1854 года в городе Кёльне.

## Награды
- Железный крест 2-го класса на белой ленте с черными полосками (1814, королевство Пруссия)[4]
- Орден «Pour le Mérite» в науке и искусстве (1842, королевство Пруссия)[5]
- Орден Красного орла 3-го класса с бантом (1842, королевство Пруссия)[6]